# Westphalopsocus
Westphalopsocus – wymarły rodzaj owadów z rzędu psotników, obejmujący tylko jeden znany gatunek: Westphalopsocus pumilio. Pochodzi on z moskowu (pensylwan, karbon). Jego skamieniałość odnaleziono na terenie gminy Avion we francuskim departamencie Pas-de-Calais.
Gatunek i rodzaj opisane zostały w 2013 roku przez Dany’ego Azara i współpracowników na łamach „Nature”. Nazwa rodzajowa to pochodzi od westfalu (nazwa piętra geologicznego w którym znaleziono skamieniałość) i psocus – często używanego wśród psotników sufiksu. Takson ten umieszczany jest w monotypowej rodzinie Westphalopsocidae i jest najstarszym znanym przedstawicielem swojego rzędu.
Znana jest tylko budowa przedniego skrzydła. Było ono wąskie, długości 3,6 mm, o równoległych brzegach. Jako jego cechę autapomorficzną wskazuje się serię żyłek poprzecznych pomiędzy żyłką subkostalną i kubitalną. Ponadto jego użyłkowanie charakteryzowało się m.in.: zlanymi wierzchołkowo dwoma żyłkami analnymi, czterema krótkimi odgałęzieniami przednimi wychodzącymi z przedniej odnogi tylnej żyłki radialnej, trzema odgałęzieniami tylnej żyłki medialnej oraz żyłką subkostalną w części odsiebnej miejscowo zlaną z przednią żyłką radialną.